# Rico Rodriguez (aktor)
Rico Rodriguez (ur. 31 lipca 1998 w College Station) – amerykański aktor dziecięcy, występował w roli Manny’ego w sitcomie Współczesna rodzina.

## Życiorys

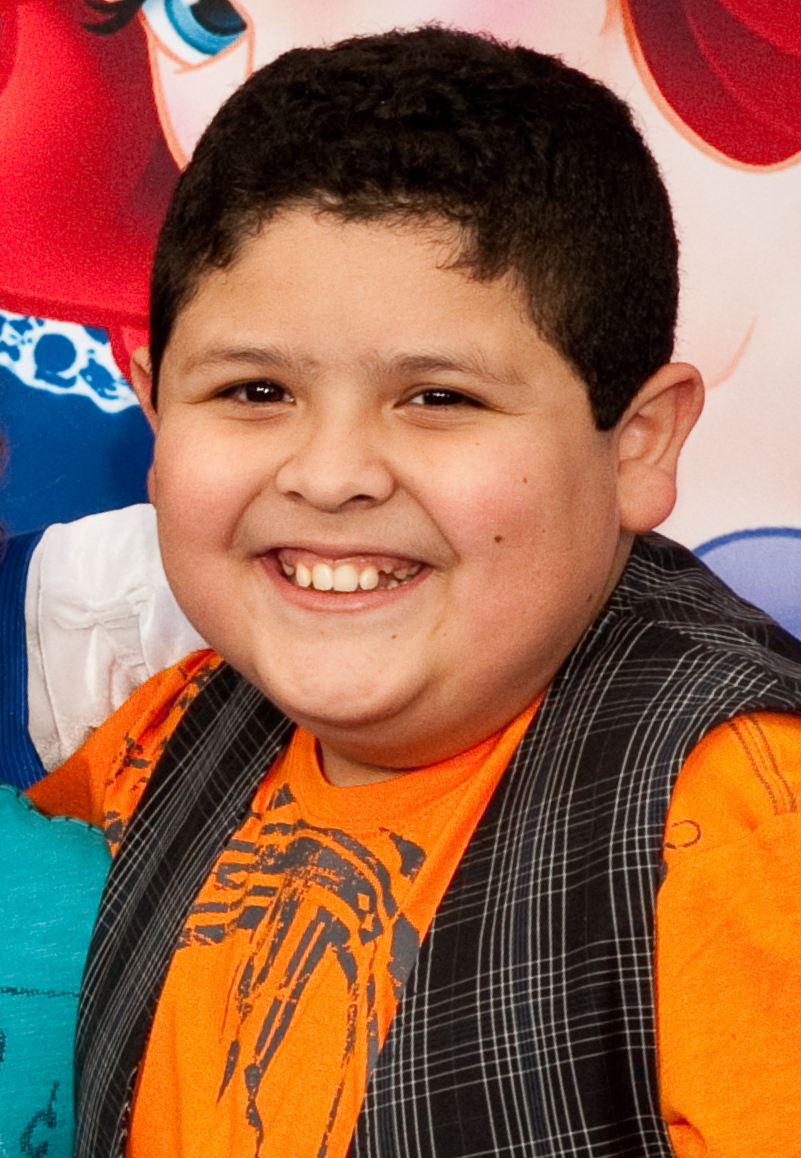
Rico Rodriguez (2010)

Rodriguez urodził się i wychował w College Station, w Teksasie. Jego rodzicami są Diane i Roy Rodriguezowie. Ma brata, Roya Juniora, oraz siostrę, Raini Rodriguez. Jest pochodzenia meksykańskiego. Rico nie myślał o aktorstwie, do czasu kiedy jego siostra zaczęła grać.
Rico Rodriguez znany jest najbardziej z roli Manny’ego Delgado w serialu komediowym Współczesna rodzina, w którym gra od 2009 roku. Za tę rolę otrzymał 3 nagrody oraz 4 nominacje.

## Filmografia

### Filmy
- 2006: Los Tamales jako Paquito
- 2007: Wielkie kino jako Chanchito
- 2009: Dzieciaki rządzą jako dyżurny szkolny
- 2009: Babysitters Beware jako Marco
- 2011: Philippe’s Sandwich jako Flaco
- 2011: Muppety jako on sam

### Seriale
- 2007: Ostry dyżur jako James (1 odc.)
- 2007: Dopóki śmierć nas nie rozłączy jako dziecko (1 odc.)
- 2007: Cory w Białym Domu jako Rico (2 odc.)
- 2007: iCarly jako Job Player (1 odc.)
- 2007: Bez skazy jako dziecko (1 odc.)
- 2008: Na imię mi Earl jako dziecko (1 odc.)
- 2009: Agenci NCIS jako Travis Buckley (1 odc.)
- 2009–2020: Współczesna rodzina jako Many Delgado (94 odc.)
- 2011: Powodzenia, Charlie! jako Leo (1 odc.)
- 2012: R.L. Stine’s The Haunting Hour jako Chi (1 odc.)